# سیاست ایالات فدرال میکرونزی
سیاست ایالات فدرال میکرونزی در قالب یک جمهوری دموکراتیک فدرال جای می‌گیرد. رئیس‌جمهور ایالات فدرال میکرونزی، رئیس کشور و رئیس دولت است. قدرت اجرایی در دست او و هیئت دولت او است. قدرت قانون‌گذاری در دست رئیس‌جمهور و کنگره ایالات فدرال میکرونزی است. قوه قضائیه از قوه مجریه و قوه مقننه، جدا و مستقل است.
عملکرد درونی ایالات فدرال میکرونزی بر پایه قانون اساسی مصوب سال ۱۹۷۹ (میلادی) است که اصل حقوق بشر و جدایی و استقلال قوا را تضمین می‌کند. فدراسیون آن با ایالات متحد آمریکا بر پایه پیمان اتحادیه آزاد است که از ۳ نوامبر ۱۹۸۶ اجرایی شد.

## شاخه اجرایی
رئیس‌جمهور و معاون اول رئیس‌جمهور ایالات فدرال میکرونزی از میان چهار سناتور برتر برای یک دوره چهار ساله انتخاب می‌شوند. جای خالی آنها در کنگره با انتخابات ویژه پُر می‌شود. رئیس‌جمهور ایالات فدرال میکرونزی هیئت دولت خود را از میان اعضای کنگره انتخاب می‌کند.

## قوه مقننه
کنگره ایالات فدرال میکرونزی، چهارده عضو مستقل دارد. ده عضو آن برای یک دوره دو ساله از هر حوزه انتخابیه انتخاب می‌شوند و چهار عضو دیگر برای دوره چهار ساله انتخاب می‌شوند که هر کدام از آنها نماینده یکی از چهار ایالت هستند.

## انتخابات
رئیس کشور (رئیس‌جمهور) و مجلس قانون‌گذار با انتخابات ملی انتخاب می‌شوند. بیشتر انتخاب‌شدگان سیاست‌مداران مستقل هستند. رئیس‌جمهور برای یک دوره چهار ساله از سوی کنگره انتخاب می‌شود.

## حزب‌های سیاسی
با وجود اینکه وجود حزب سیاسی در ایالات فدرال میکرونزی منع نشده، اما هیچ حزب سیاسی در این کشور وجود ندارد. تابعیت سیاسی افراد به خانواده و آبخوست (منطقه شهرداری) آنها وابسته است.

## قوه قضائیه
قوه قضائیه توسط دادگاه عالی مدیریت می‌شود که به دادگاه بدوی و دادگاه استیناف تقسیم می‌شود. رئیس‌جمهور، قاضی‌ها را با مشاوره و اجازه کنگره تعیین می‌کند.

## تقسیمات کشوری
ایالات فدرال میکرونزی به چهار ایالت چوئوک (تروک)، کُسرائه، پُناپه، و یَپ تقسیم می‌شود. هر یک از این ایالت‌ها قانون اساسی، قوه مققنه، و فرماندار مستقل خود را دارند. دولت ایالتی اختیارات گسترده‌ای به ویژه در مورد تقسیم بودجه دارد.